# Pedro Calapez
Pedro Manuel Delgado Calapez ComIH (Lisboa, 24 de fevereiro de 1953) é um artista plástico português, vive e trabalha em Lisboa.
Começou a participar em exposições nos anos 1970, tendo realizado a sua primeira individual em 1982. O seu trabalho tem sido mostrado em diversas galerias e museus tanto em Portugal como no estrangeiro.
A 8 de junho de 2012, foi agraciado com o grau de Comendador da Ordem do Infante D. Henrique.

## Exposições individuais (seleção)
Histórias de objectos, Casa de la Cittá, Roma, Carré des Arts, Paris e Fundação Calouste Gulbenkian, Lisboa (1991); Petit jardin et  paysage, Capela Salpêtriére, Paris (1993); Memória involuntária, Museu do Chiado, Lisboa (1996); Campo de Sombras, Fundació Pilar i Joan Miró, Mallorca (1997); Studiolo, INTERVAL-Raum für Kunst & Kultur, Witten (1998), Madre Agua, Museu Estremenho e Ibero-americano de Arte Contemporânea (MEIAC), Badajoz e Centro Andaluz de Arte Contemporáneo, Sevilha (2002); Obras escolhidas, CAM- Fundação Calouste Gulbenkian, Lisboa (2004); piso zero, CGAC-Centro Galego de Arte Contemporáneo, Santiago de Compostela, Lugares de pintura, CAB-Centro de Arte Caja Burgos (2005).

## Exposições coletivas (seleção)
Bienal de Veneza (1986) e Bienal de São Paulo (1987 e 1991) bem como nas exposições 10 Contemporâneos, Museu de Serralves, Porto (1992);  Perspectives, Centre d'art contemporain, Marne-La-Vallée (1994); Depois de Amanhã, Centro Cultural de Belém, Lisboa (1994); Ecos de la materia, MEIAC, Badajoz (1996); Tage Der Dunkelheit Und Des Lichts, Kunstmuseum Bonn (1999); “Argumentos de futuro”, Caja San Fernando, Sevilha, Fundación ICO, Madrid; EDP.ARTE, Museu de Serralves, Porto (2001); “Del Zero al 2005. Perspectivas del arte en Portugal”, Fundación Marcelino Botín, Santander (2005); Beaufort Inside-Outside, Trienal de Arte Contemporânea, PMMK Museum, Ostende (2006).